# Bassiano (nome)
Bassiano  è un nome proprio di persona italiano maschile.

## Varianti
- Maschili: Bassano
- Femminili: Bassiana, Bassana

### Varianti in altre lingue
- Basco: Basen[2]
- Catalano: Bassiá[2]
- Inglese: Bassian
- Latino Bassianus[1][3]
- Russo: Вассиан (Vassian)
- Serbo: Васијан (Vasijan)
- Spagnolo: Basiano[2]

## Origine e diffusione
Deriva dal gentilizio romano Bassianus, a sua volta dal cognomen Bassus, e significa quindi "discendente di Basso", "appartenente a Basso"; sono anche state ipotizzate origine teoforiche, con riferimento a Bassareus, un epiteto del dio Bacco.

## Onomastico

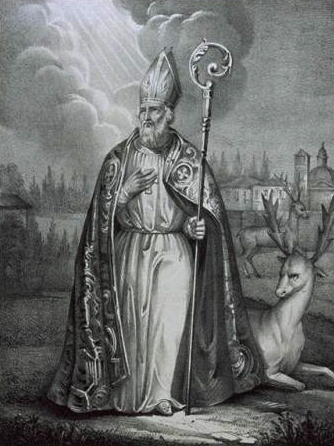
San Bassiano di Lodi

L'onomastico si può festeggiare in memoria di più santi, alle date seguenti
- 19 gennaio, san Bassiano, vescovo di Lodi[4][5]
- 14 febbraio, san Bassiano, martire con altri compagni ad Alessandria d'Egitto[4][6]
- 9 dicembre, san Bassiano, martire con altri compagni in Africa[4]

## Persone
- Bassiano, cognato di Costantino I, che gli si rivoltò contro
- Bassiano di Lodi, vescovo cattolico italiano
- Lucio Settimio Bassiano, nome originale di Caracalla, imperatore romano
- Sesto Vario Avito Bassiano, nome originale di Eliogabalo, imperatore romano

### Variante Bassano
- Bassano, cantante italiano
- Bassano Daccò, calciatore italiano
- Bassano Gabba, avvocato, docente e politico italiano
- Bassano Politi, matematico italiano
- Bassano Staffieri, vescovo cattolico italiano
- Bassano Vaccarini, scultore italiano

## Il nome nelle arti
- Bassiano è un personaggio dell'opera di William Shakespeare Tito Andronico.